# David Gordon Wilson

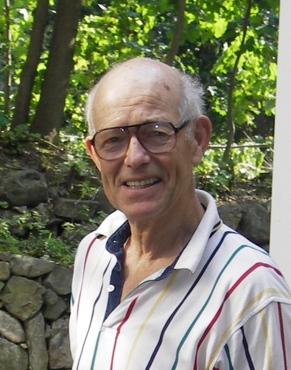
David Gordon Wilson (2005)

David Gordon Wilson (* 11. Februar 1928 in Sutton Coldfield, Warwickshire, England; † 2. Mai 2019 in Winchester, Massachusetts, Vereinigte Staaten) war ein britischer Ingenieur und Professor der Ingenieurwissenschaften am Massachusetts Institute of Technology (MIT).

## Biografie
1955 kam Wilson für ein Forschungsstipendium in die USA. 1957 kehrte er nach Großbritannien zurück, um in der Industrie an Gasturbinen zu arbeiten. 1958 ging er für zwei Jahre nach Nigeria und lehrte dort Ingenieurwesen. Danach arbeitete er für die Niederlassung eines US-amerikanischen Gasturbinen-Unternehmens in London und wurde 1961 in die USA versetzt. 1966 ging er ans MIT und unterrichtete dort Engineering Design. In seinem Spezialgebiet verfasste er zwei Lehrbücher zum Turbinenbau.
Ein langjähriges Interesse richtete sich auf muskelkraftgetriebene Fahrzeuge, zusammen mit anderen schrieb er Bicycling Science. In diesem Buch werden verschiedene Aspekte des Radfahrens wissenschaftlich behandelt. Gemeinsam mit Chester Kyle trieb er die Renaissance des Liegerades voran. 1980 entwickelte Wilson zusammen mit Richard Forrestall ein verbessertes Liegerad, den Avatar 2000. Tim Gartside erreichte 1982 mit dem vollverkleideten Avatar Bluebell über 200 m mit fliegendem Start eine Geschwindigkeit von 51,9 mph (83,5 km/h).
Wilson gilt als Erfinder der CO2-Steuer (carbon tax, 1973).
2001 gründeten Wilson und andere Wilson TurboPower, um die am MIT entwickelten Kleinturbinen und Wärmetauscher zu vermarkten.
Wilson lebte zusammen mit seiner zweiten Frau Ellen in Winchester, Massachusetts. Er starb im Alter von 91 Jahren.

## Veröffentlichungen
- mit Theodor Schmidt: Bicycling Science. 4. Auflage. The MIT Press, Cambridge 2020, ISBN 978-0-262-53840-4 (englisch).
- mit Theodosios Korakianitis: The Design of High-Efficiency Turbomachinery and Gas Turbines. 2. Auflage. Prentice Hall, Cambridge 2014, ISBN 978-0-262-52668-5 (englisch).
- mit Douglas Beck: Gas-Turbine Regenerators. Springer, 1996, ISBN 978-0-412-98331-3 (englisch).

## Memoiren
- Born, Blessed and Blitzed in Britain, but Battered by MIT. Omni Publishing, West Wareham 2018 (englisch).